# Trichomalus pilosus
Trichomalus pilosus är en stekelart som först beskrevs av Julius Theodor Christian Ratzeburg 1844.  Trichomalus pilosus ingår i släktet Trichomalus och familjen puppglanssteklar. Inga underarter finns listade i Catalogue of Life.